# Madrasostes thai
Madrasostes thai is een keversoort uit de familie Hybosoridae. De wetenschappelijke naam van de soort is voor het eerst geldig gepubliceerd in 1987 door Paulian.